# Eupithecia vilis
Eupithecia vilis är en fjärilsart som beskrevs av William Schaus 1913. Eupithecia vilis ingår i släktet Eupithecia och familjen mätare. Inga underarter finns listade i Catalogue of Life.